# Guilherme I da Normandia
Guilherme I da Normandia  (em francês: Guillaume Longue-Épée, em Latim: Willermus Longa Spata, Língua nórdica antiga: Vilhjálmr Langaspjót; antes de 910 - (por assassinato) 17 de dezembro de 942), dito Longa-Espada, foi o filho de Rolão e de Popa de Bayeux, senhora de Bayeux. 

## Biografia
É considerado como o segundo duque da Normandia, embora o título ainda não existisse na sua época. Foi antes de tudo jarl dos normandos do Sena e pai de Ricardo I da Normandia.
Um poema escrito logo após a morte de Guilherme I mostra que ele nasceu no estrangeiro, confirmando assim as suas origens escandinavas. Foi filho de uma mãe cristã e de um pai que ainda era pagão. 
Se no inicio foi somente o filho de um chefe viquingue, chefe de um grupo que percorria os mares em busca de terras que poderiam ser saqueadas, rapidamente, e depois da morte de seu pai, tornou-se mais poderoso. 
A pressão dos saques praticados por seu pai, e a influência deste levou a que fosse instalado pelo rei Carlos III de França (17 de setembro de 879 — 7 de outubro de 929), "o Simples", na Normandia, com o acordo de este deixar de saquear as terras francesas. 
Com a morte do pai Guilherme tornou-se o herdeiro deste território. Dudão de Saint-Quentin, explica que até ao ano de 927 Rolão se encontrava incapaz de governar o território de forma organizada, facto que levou a que um conjunto de normandos e bretões escolhe-se Guilherme como chefe. Apenas eleito, Guilherme dirigiu-se ao Carlos de França, oferecendo-lhe a paz em troca do território, recebendo a concordância real e o título de Jarl.
É muito difícil esboçar um retrato do novo jarl dos Normandos do Sena. O poema de Saint-Quentin Dudon tende a ser, sim, uma hagiografia. Mas não pode haver dúvida de que Guilherme era, ao contrário de seu pai, um verdadeiro cristão. Em 935 ele casou-se, (na religião Cristã) com Luitegarda de Vermandois, filha de Herberto II de Vermandois (c. 880 - 23 de fevereiro de 943), Conde de Vermandois. 
Já como jarl ordenou várias doações para os cânones do Monte Saint-Michel e procedeu ao restauro da Abadia de Jumièges, local onde tinha a intenção de ser sepultado.
O principado de Guilherme corresponde a uma consolidação da Normandia. Dudon apresenta o jarl como um restaurador da paz e da ordem. Lucien Musset, descreve-o, mais recentemente: "como o artesão chefe da ressurreição da Normandia". "A ele deve ser atribuído o sucesso final do sucesso do enxerto no tronco escandinavo romano-Franco, que permitiu ao Estado, fundado em 911 o atravessar vitoriosamente a crise geral que viveu nos anos de 940 o mundo escandinavo do Ocidente".

## Relações familiares
Foi filho de filho de Rolão I da Normandia (c. 860 - 932) e de Popa de Bayeux, senhora de Bayeux, filha de Berengário II da Nêustria (847 - 896) e de N de Rennes. 
Foi casado por duas vezes, a 1ª com Luitegarda de Vermandois (c. 925 - 14 de novembro de 977), filha de Herberto II de Vermandois (c. 880 - 23 de fevereiro de 943) e de Luitegarda de França (885 - 931). Desta casamento, Guilherme, no entanto, não teve filhos.
O segundo casamento em poligamia (More danico Literalmente: À maneira escandinava) foi com Esprota (c. 900 -?), de quem teve:
1. Ricardo I da Normandia (Fécamp, Normandia 28 de agosto de 933 - Fécamp, Normandia 20 de novembro de 996)[5] entre 942 e 996.

A primeira esposa de Ricardo I da Normandia foi Ema de Paris, que desposou em 960, filha de Hugo, o Grande, conde de Paris. Uniram-se ainda muito jovens. Ela faleceu em 966, sem descendência.